# Рудінка
Рудінка (словац. Rudinka) — село, громада округу Кисуцьке Нове Место, Жилінський край. Кадастрова площа громади — 3,14 км². Протікає річка Неслушанка.
Населення 390 осіб (станом на 31 грудня 2018 року).

## Історія
Рудінка згадується 1506 року.

## Населення
| Рік:            | 1994. | 2004.   | 2014.   | 2024.   |
| --------------- | ----- | ------- | ------- | ------- |
| Кількість осіб: | 385   | 391     | 394     | 419     |
| Різниця:        |       | +1,55 % | +0,76 % | +6,34 % |

| Рік:            | 2023. | 2024.   |
| --------------- | ----- | ------- |
| Кількість осіб: | 402   | 419     |
| Різниця:        |       | +4,22 % |